# Ferdinando d'Aviz (1433-1470)
Ferdinando di Aviz, o Ferdinando del Portogallo; in portoghese Fernando de Portugal, Fernando o Fernão anche in galiziano, Fernando o Fernán in spagnolo, in asturiano, in aragonese e in basco, Ferran in catalano, e Ferdinand in francese, in inglese, in tedesco e in fiammingo. Ferdinandus in latino (Almeirim, 17 novembre 1433 – Setúbal, 18 settembre 1470), principe della casa reale portoghese, che fu duca di Beja dal 1452 al 1470, duca di Viseu dal 1460 al 1470 e conestabile del regno dal 1466 al 1470.

## Origine familiare
Era il figlio quintogenito (al momento della nascita era il secondo maschio vivente) del re del Portogallo e dell'Algarve Edoardo d'Aviz e di Eleonora di Trastámara.

## Biografia
Alla morte di suo padre Edoardo, nel 1438, il fratello Alfonso V salì sul trono del Portogallo sotto la reggenza prima della madre Eleonora, e poi dello zio Pietro, duca di Coimbra, mentre Ferdinando divenne l'erede al trono, titolo che mantenne fino al 1451, anno in cui nacque il principe Giovanni, che morì giovane.
Il 16 marzo del 1452, ad Alcáçovas, nelle vicinanze di Viana do Alentejo, sposò Beatrice d'Aviz (1430-1506), figlia di don Giovanni del Portogallo (figlio del re del Portogallo Giovanni I del Portogallo e di sua moglie Filippa di Lancaster), e di Isabella di Braganza, nipote di Giovanni del Portogallo, figlia del suo fratellastro, il futuro duca di Braganza Alfonso, e di Beatriz Pereira de Alvim, l'unica figlia di Nuno Álvares Pereira, Connestabile del Portogallo e conte di Arraiolos, Barcelos e Ourém, e di sua moglie Leonor de Alvim.
Sempre nel 1452 suo fratello Alfonso V, a Ceuta, gli assegnò il ducato di Beja e Salvaterra e lo nominò signore degli arcipelaghi di Madeira e di Capo Verde.
Il 18 febbraio del 1457, il fratello Alfonso V, gli confermò sia i ducati che le signorie.
Nel 1460, alla morte dello zio Enrico il Navigatore, Ferdinando ereditò il titolo e le rendite del ducato di Viseu e delle Signorie di Covilhã e Moura.
Il re, suo fratello Alfonso V, lo confermò in tutti i diritti dello zio, anche nella successione di Gran Maestro dell'Ordine del Cristo.
Nel 1466, alla morte del cugino Pietro di Aviz, il fratello Alfonso V lo nominò connestabile del Portogallo.
Alla sua morte, nel 1470, gli successe il figlio Giovanni di Viseu e poi nel 1472, alla morte di Giovanni gli successe l'altro figlio Diego I di Viseu (1452-1484).

## Discendenza
Ferdinando e Beatrice ebbero dieci figli di cui cinque arrivarono all'età adulta:
- Giovanni di Viseu (1448 – 1472), successore del padre nel ducati di Beja e Viseu
- Diego I di Viseu (1451 – 1484), successore del fratello nel ducati di Beja e Viseu
- Eleonora di Viseu (1458 – 1525), sposò il cugino primo e nipote Giovanni II
- Isabella di Viseu (1459 – 1521), sposò il duca Ferdinando II di Braganza
- Edoardo (1462 -[10])
- Dionigi (1464 -[10])
- Caterina (1465 -[10])
- Simone (1467 -[10])
- Alfonso (1468 -[10])
- Manuele l'Avventuroso (1469 – 1521), successore del fratello nel ducati di Beja e Viseu (1484); re del Portogallo (1495) con il nome di Manuele I

Scudo di Fernando del Portogallo (duca di Viseu)

## Antenati
|                           |                         |                                            | Genitori                                 |  |  | Nonni |  |  | Bisnonni                |  |  | Trisnonni                 |  |
|                           |                         |                                            |                                          |  |  |       |  |  | Pietro I del Portogallo |  |  | Alfonso IV del Portogallo |  |
|                           |                         |                                            |                                          |  |  |       |  |  | Pietro I del Portogallo |  |  | Alfonso IV del Portogallo |  |
|                           |                         | Beatrice di Castiglia                      |                                          |  |  |       |  |  | Pietro I del Portogallo |  |  |                           |  |
| Giovanni I del Portogallo |                         |                                            |                                          |  |  |       |  |  | Pietro I del Portogallo |  |  |                           |  |
|                           |                         | Teresa Lourenço                            | Lourenço Martins                         |  |  |       |  |  |                         |  |  |                           |  |
|                           |                         | Teresa Lourenço                            | Lourenço Martins                         |  |  |       |  |  |                         |  |  |                           |  |
|                           |                         | Teresa Lourenço                            | Sancha Martins                           |  |  |       |  |  |                         |  |  |                           |  |
| Edoardo del Portogallo    |                         | Teresa Lourenço                            |                                          |  |  |       |  |  |                         |  |  |                           |  |
|                           |                         | Giovanni Plantageneto, I duca di Lancaster | Edoardo III d'Inghilterra                |  |  |       |  |  |                         |  |  |                           |  |
|                           |                         | Giovanni Plantageneto, I duca di Lancaster | Edoardo III d'Inghilterra                |  |  |       |  |  |                         |  |  |                           |  |
|                           |                         | Giovanni Plantageneto, I duca di Lancaster | Filippa di Hainaut                       |  |  |       |  |  |                         |  |  |                           |  |
| Filippa di Lancaster      |                         | Giovanni Plantageneto, I duca di Lancaster |                                          |  |  |       |  |  |                         |  |  |                           |  |
|                           |                         | Bianca di Lancaster                        | Enrico Plantageneto, I duca di Lancaster |  |  |       |  |  |                         |  |  |                           |  |
|                           |                         | Bianca di Lancaster                        | Enrico Plantageneto, I duca di Lancaster |  |  |       |  |  |                         |  |  |                           |  |
|                           |                         | Bianca di Lancaster                        | Isabella di Beaumont                     |  |  |       |  |  |                         |  |  |                           |  |
| Ferdinando d'Aviz         |                         | Bianca di Lancaster                        |                                          |  |  |       |  |  |                         |  |  |                           |  |
|                           | Giovanni I di Castiglia | Enrico II di Castiglia                     |                                          |  |  |       |  |  |                         |  |  |                           |  |
|                           | Giovanni I di Castiglia | Enrico II di Castiglia                     |                                          |  |  |       |  |  |                         |  |  |                           |  |
|                           | Giovanni I di Castiglia | Giovanna Manuele                           |                                          |  |  |       |  |  |                         |  |  |                           |  |
| Ferdinando I di Aragona   | Giovanni I di Castiglia |                                            |                                          |  |  |       |  |  |                         |  |  |                           |  |
|                           |                         | Eleonora d'Aragona (1358-1382)             | Pietro IV di Aragona                     |  |  |       |  |  |                         |  |  |                           |  |
|                           |                         | Eleonora d'Aragona (1358-1382)             | Pietro IV di Aragona                     |  |  |       |  |  |                         |  |  |                           |  |
|                           |                         | Eleonora d'Aragona (1358-1382)             | Eleonora di Sicilia                      |  |  |       |  |  |                         |  |  |                           |  |
| Eleonora di Trastámara    |                         | Eleonora d'Aragona (1358-1382)             |                                          |  |  |       |  |  |                         |  |  |                           |  |
|                           |                         | Sancho d'Alburquerque                      | Alfonso XI di Castiglia                  |  |  |       |  |  |                         |  |  |                           |  |
|                           |                         | Sancho d'Alburquerque                      | Alfonso XI di Castiglia                  |  |  |       |  |  |                         |  |  |                           |  |
|                           |                         | Sancho d'Alburquerque                      | Eleonora di Guzmán                       |  |  |       |  |  |                         |  |  |                           |  |
| Eleonora d'Alburquerque   |                         | Sancho d'Alburquerque                      |                                          |  |  |       |  |  |                         |  |  |                           |  |
|                           |                         | Beatrice del Portogallo                    | Pietro I del Portogallo                  |  |  |       |  |  |                         |  |  |                           |  |
|                           |                         | Beatrice del Portogallo                    | Pietro I del Portogallo                  |  |  |       |  |  |                         |  |  |                           |  |
|                           |                         | Beatrice del Portogallo                    | Inés de Castro                           |  |  |       |  |  |                         |  |  |                           |  |
|                           |                         | Beatrice del Portogallo                    |                                          |  |  |       |  |  |                         |  |  |                           |  |